# Warxbüttel
Warxbüttel ist ein Wohnplatz von Adenbüttel, einer Gemeinde im Landkreis Gifhorn in Niedersachsen. Warxbüttel gehört zu den Ortschaften mit der Ortsnamenendung -büttel, die im südlichen Landkreis Gifhorn häufig zu finden sind.

## Geografie und Verkehrsanbindung
Warxbüttel liegt im Südwesten des Landkreises Gifhorn, rund 14 Kilometer von der Kreisstadt Gifhorn entfernt.
Durch Warxbüttel verläuft die Kreisstraße 54, die von Groß Schwülper aus über Warxbüttel und Adenbüttel bis nach Rethen verläuft. In Warxbüttel trägt sie den Straßennamen „Gut Warxbüttel“.
Busse der Linie 194 fahren von der Haltestelle „Warxbüttel Ort“ aus an Schultagen bis nach Groß Schwülper und Meine.

## Geschichte
Gemäß einem in Warxbüttel stehenden Gedenkstein wurde Warxbüttel bereits 1196 erwähnt.
1338 wurde „dat dorp to Werkesbutle“ durch Burchard IV. Edler von Meinersen an die Herzöge von Braunschweig-Lüneburg verkauft, welche es den Herren von Wenden als Lehen übertrugen.
1378 erwarben Curd und Everd von Marenholtz den Ort Warxbüttel, in deren Familie das Gut Warxbüttel über Jahrhunderte verblieb. Um 1418 erfolgte die letzte Erwähnung des Dorfes Warxbüttel, sodass der Ort vermutlich im 15. Jahrhundert wüst fiel.
Von 1416 bis 1436 war das Gut an die Stadt Braunschweig verpfändet. 1604 erwarb Asche von Marenholtz (1550–1607) das Gut Groß Schwülper und verlegte den Sitz seiner Familie dorthin. In der Folgezeit verfiel die Wasserburg Warxbüttel.
1811 wurden 53 Einwohner in Warxbüttel erwähnt. 1841 wurde in einer Gliederung des Amtes Gifhorn Warxbüttel als „Landgut“ bezeichnet. Von 1852 bis 1859 gehörte Warxbüttel zum Amt Papenteich. 1859 wurde das Amt Papenteich wieder in das Amt Gifhorn eingegliedert, aus dem 1885 der Landkreis Gifhorn entstand, zu dem Warxbüttel bis heute gehört.
Um 1850 wurde das Gut Warxbüttel um in Groß Schwülper niedergelegte Wirtschaftsgebäude erweitert. 1864 ließen die Herren von Marenholtz ein neues Herrenhaus errichten. 1910 hatte der Gutsbezirk Warxbüttel 123 Einwohner.
1945, zum Ende des Zweiten Weltkriegs, nahm US-amerikanisches Militär Groß Schwülper ein und beschlagnahmte das Schloss Groß Schwülper. Die Familie von Marenholtz musste ihr Schloss räumen und zog auf ihr Gut Warxbüttel. 1968 ging das Gut Warxbüttel von der Familie von Marenholtz in den Besitz der Familie Schulte-Uemmingen über.
Heute besteht Warxbüttel aus einem Gutshof mit Pferdehaltung, zu dem eine Reitschule und eine Pferdepension gehören. Einkaufsmöglichkeiten des täglichen Bedarfs und Gastronomie sind in Warxbüttel nicht vorhanden.

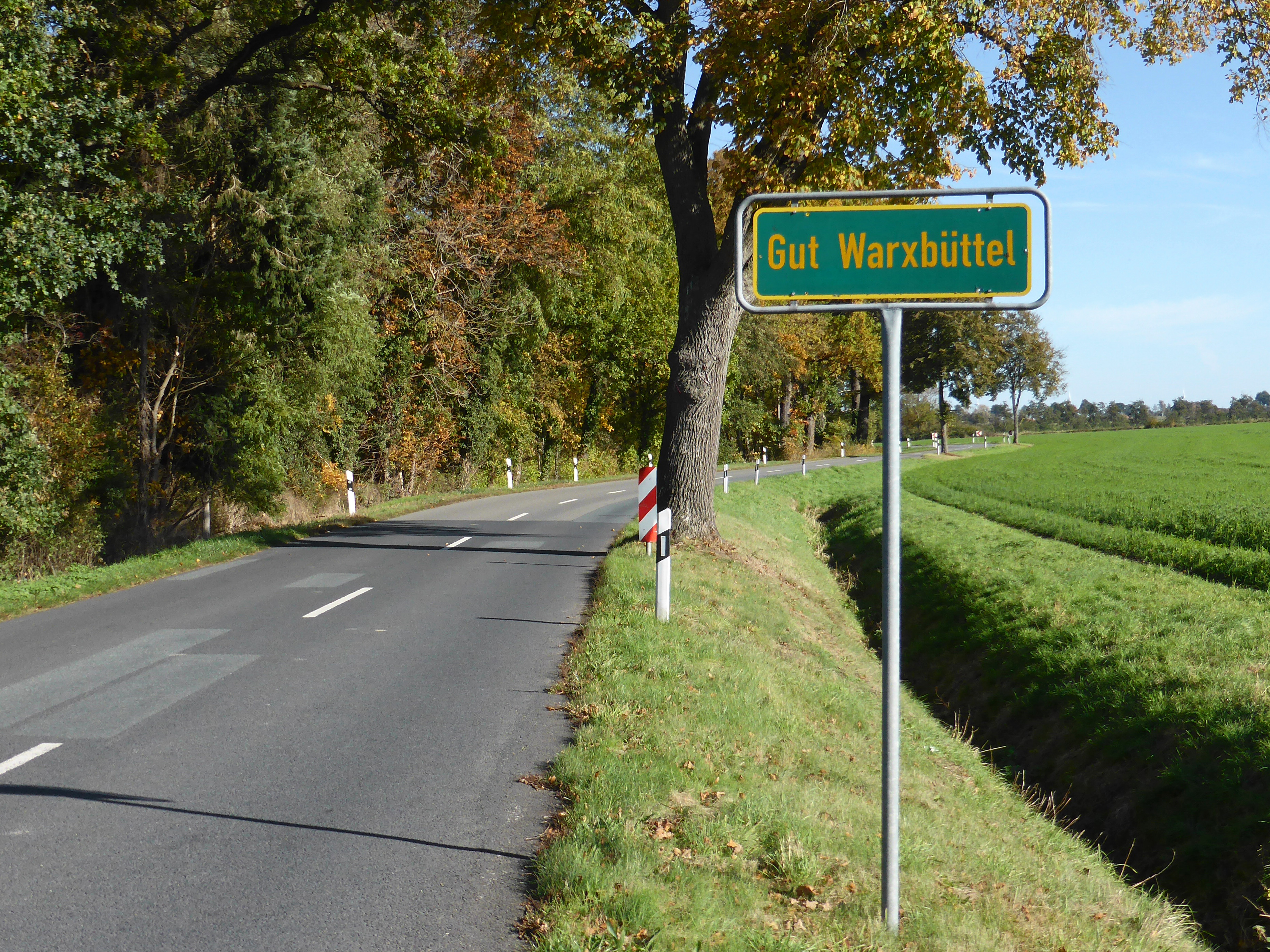
Kreisstraße 54
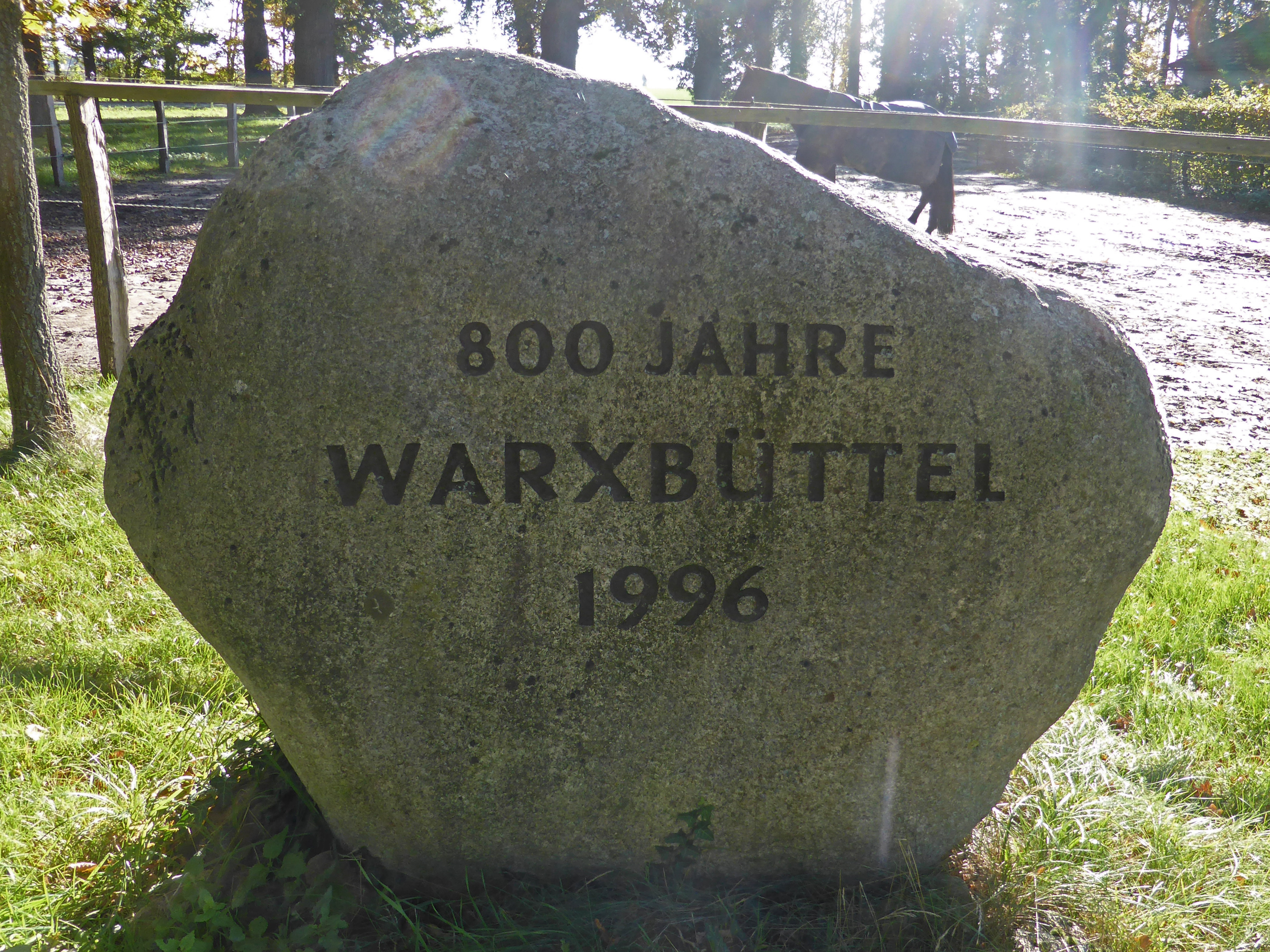
Gedenkstein
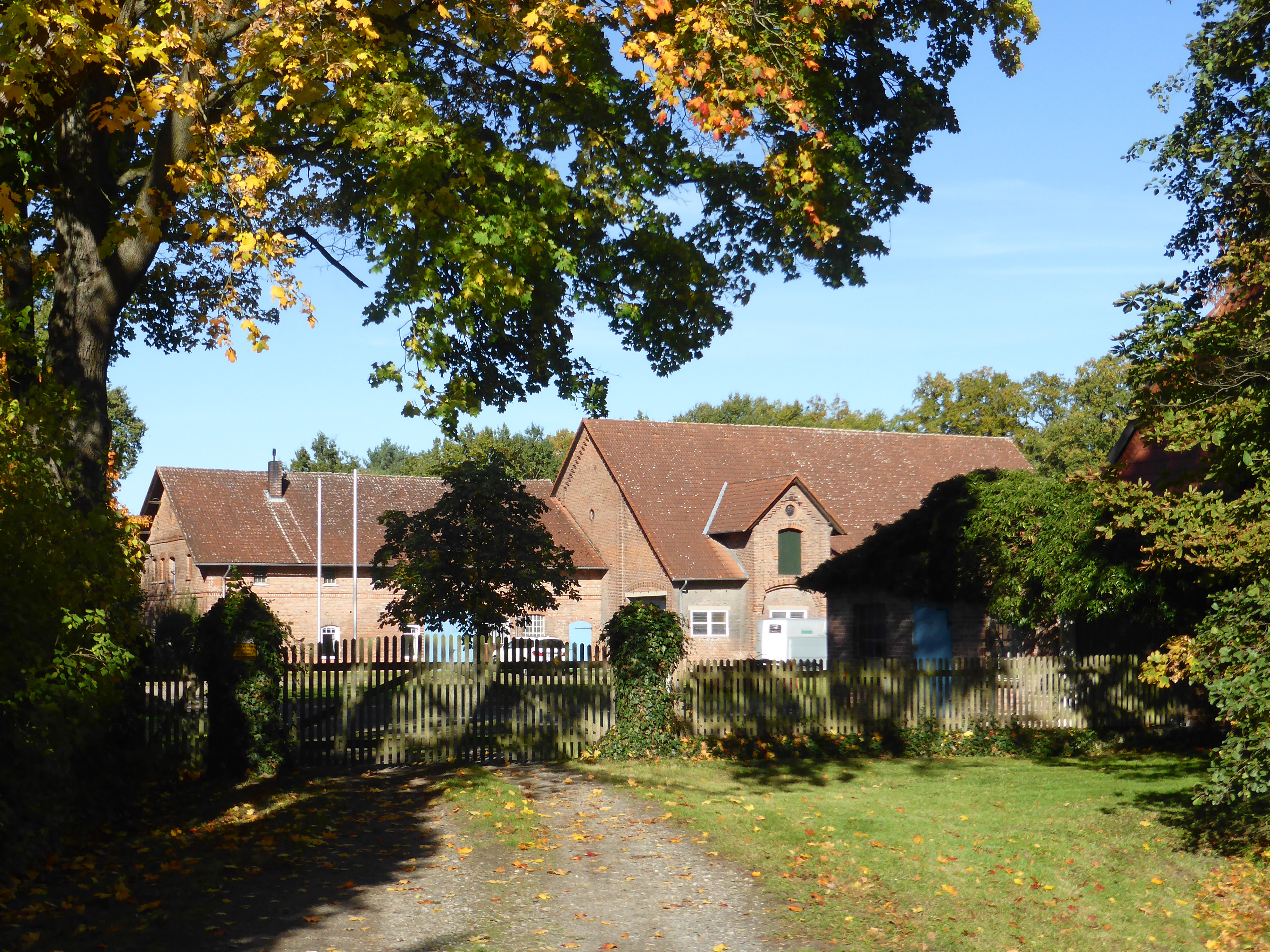
Nebengebäude des Gutes